# Izola Forrester
Izola Forrester, nata Izola Louise Wallingford (Pascoag, 15 novembre 1878 – Keene, 6 marzo 1944), è stata una scrittrice, giornalista e sceneggiatrice statunitense che viene considerata una pioniera del giornalismo dei primi anni del Novecento. Fu anche una delle prime donne che scrissero per il cinema.

## Filmografia
- Ginger's Reign, regia di Burton L. King - soggetto, cortometraggio (1914)
- The Quitter, regia di Charles Horan - soggetto (1916)
- Anything Once, regia di Joseph De Grasse - soggetto (1917)
- How Could You, Caroline?, regia di Frederick A. Thomson - soggetto (1918)
- In Pursuit of Polly, regia di Chester Withey (1918) - soggetto
- The Woman Who Gave, regia di Kenean Buel - soggetto (1918)
- The Unveiling Hand, regia di Frank Hall Crane - soggetto (1919)
- The Stronger Vow, regia di Reginald Barker - soggetto (1919)
- The Fear Woman, regia di J.A. Barry - soggetto (1919)
- The Four-Flusher, regia di Harry L. Franklin (1919)
- The Greater Claim, regia di Wesley Ruggles (1921)
- The Blazing Trail, regia di Robert Thornby (1921)
- Rent Free, regia di Howard Higgin - soggetto (1922)
- How Women Love, regia di Kenneth S. Webb - romanzo (1922)
- Restless Wives, regia di Gregory La Cava (1924)
- The White Moth, regia di Maurice Tourneur (1924)
- Youth for Sale, regia di William Christy Cabanne (1924)
- A Cafe in Cairo, regia di Chester Withey (1924)
- Wreckage, regia di Scott R. Dunlap (1925)
- Il medico di campagna (The Country Doctor), regia di Rupert Julian (1927)
- A Woman's Way, regia di Edmund Mortimer (1928)
- Chicken a La King, regia di Henry Lehrman (1928)
- Shop Angel, regia di E. Mason Hopper (1932)
- She Had to Choose, regia di Ralph Ceder (1934)